# Sisinnius
Sisinnius, född omkring 650 i Syrien, död 4 februari 708 i Rom, var påve från den 15 januari 708 till sin död den 4 februari 708. 

## Biografi
Man känner inte till datumet för Sisinnius födelse, men han skall ha varit syrier och hans far skall ha hetat Johannes. Påve Johannes VII upphöjde Sisinnius till kardinaldiakon. Sisinnius valdes till att efterträda Johannes VII på Heliga stolen, trots att han var så svårt ansatt av gikt att han inte ens kunde äta själv. Han hade icke desto mindre en stark karaktär, och ansågs besitta vad som krävdes av tankeförmåga för att verka för stadens gagn. Sisinnius konsekrerades följaktligen till påve, sannolikt den 15 januari 708. 
Under sitt korta pontifikat beordrade han att stadsmurarna i Rom skulle bestrykas med kalk för att reparera dem. Han hann också med att konsekrera en biskop till Korsika.
Sisinnius pontifikat är ett av de kortaste i Romersk-katolska kyrkans historia.